# Trockenbeerenauslese

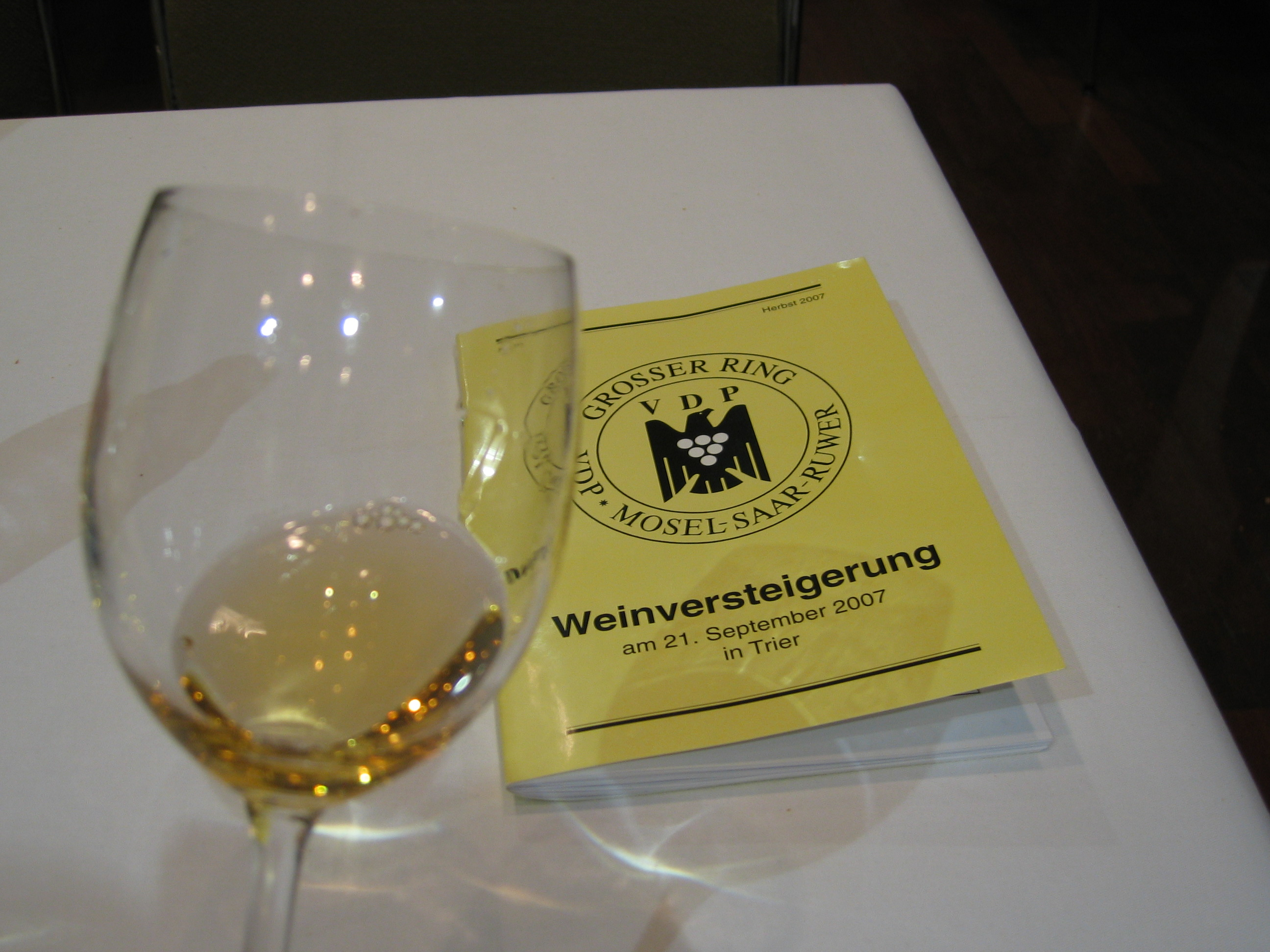
Ett prov av 2005 års Riesling Trockenbeerenauslese vid vinauktionen i Trier, 2007.

Trockenbeerenauslese är den högsta kvalitetsklassen för tyska viner. Vinerna görs på druvor som skördas så sent att de torkat nästan till russin. Ofta tillåts de också angripas av ädelröta. Den höga extrakthalten i druvmusten gör att den har svårt att jäsa och vinet får hög restsötma, vilket ger ypperliga dessertviner. I Tyskland används främst druvan Riesling för dessa viner.
Vinerna har oftast lägre alkoholhalt än de liknande sauternesvinerna och högre restsötma och syra. På grund av de enorma mängderna druvor som går åt att göra Trockenbeerenauslese har de ett mycket högt pris. Ädelrötade druvor kan ge så lite som ett glas per ranka.
Beteckningen används även i Österrike.